# Soğucak, Mustafakemalpaşa
Soğucak là một xã thuộc huyện Mustafakemalpaşa, tỉnh Bursa, Thổ Nhĩ Kỳ. Dân số thời điểm năm 2011 là 132 người.